# Márcio Richardes
Márcio Richardes de Andrade (* 30. November 1981 in Andradina) ist ein ehemaliger brasilianischer Fußballspieler.

## Karriere
Richardes stand von 2001 bis 2002 beim Erstligisten unter Vertrag. Danach spielte er bei União São João EC, Itumbiara EC und Oeste FC. 2004 unterschrieb er einen Vertrag beim Erstligisten Criciúma EC. 2005 wechselte er zu AD São Caetano. 2006 wurde er an dem Zweitligisten Marília AC ausgeliehen. 2007 unterschrieb er einen Vertrag beim japanischen Erstligisten Albirex Niigata. Für den Verein bestritt er 107 Erstligaspiele und schoss dabei 38 Tore. In der Saison 2010 schoss er 16 Tore und wurde Dritter in der Torschützenliste der Liga. 2011 wechselte er zu Urawa Red Diamonds. 2012 wurde er mit dem Verein Tabellendritter der J1 League. 2011 und 2013 erreichte er das Finale des J.League Cup. 2014 beendete er seine Karriere als Fußballspieler.